# Пермско наместничество
Пермското наместничество (на руски: Пермское наместничество) е наместничество на Руската империя, съществувало от 1781 до 1796 година.
Територията му обхваща основната част от Среден Урал с днешните градове Перм, Екатеринбург и Челябинск.
Създадено е през 1781 година от части от дотогавашните Казанска и Сибирска губерния. При поредна административна реформа през 1796 година е преобразувано в Пермска губерния.